# Anyós

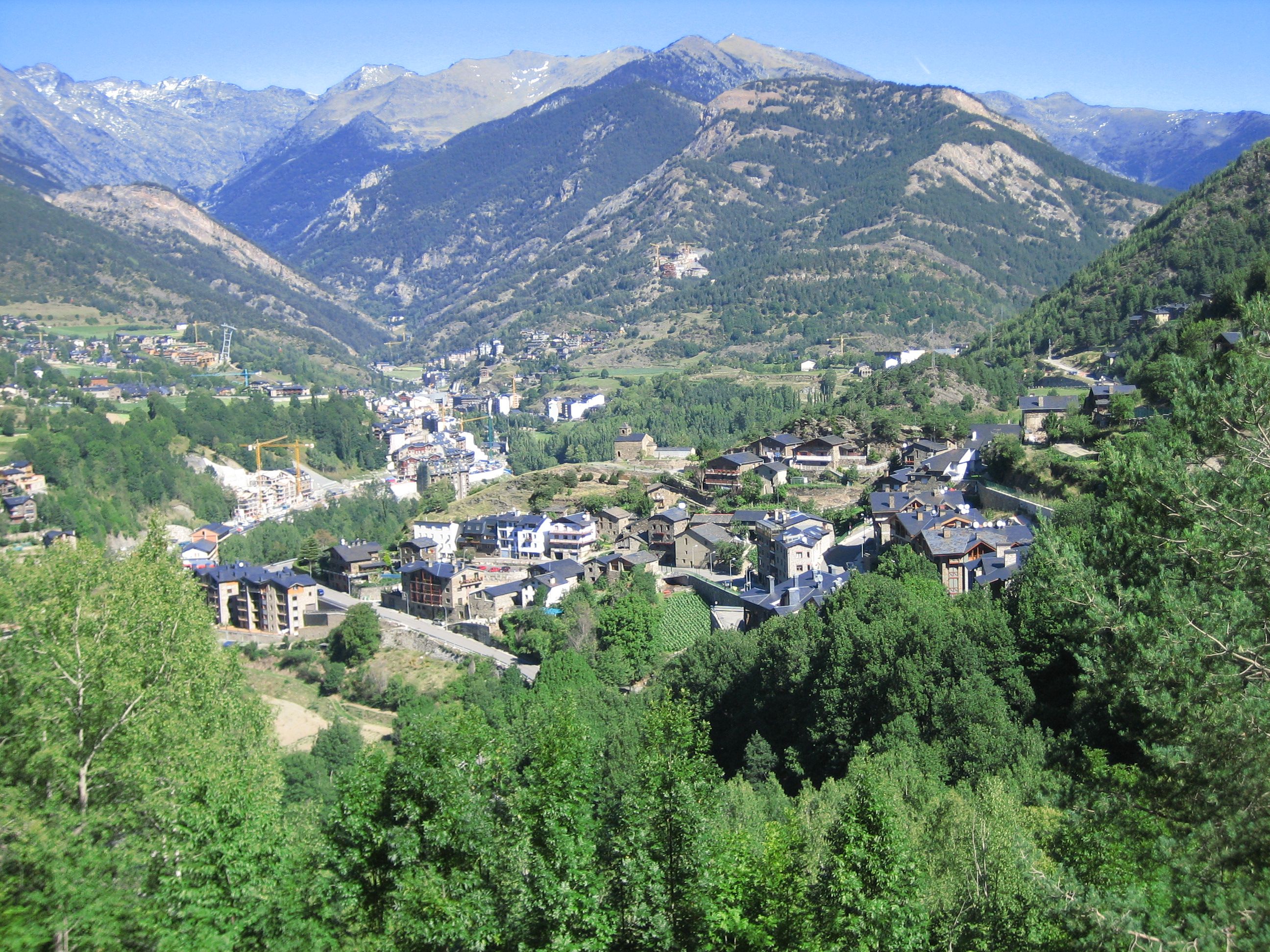
Anyós

Anyós ist eine Ortschaft in der Parroquía La Massana in Andorra. Es liegt auf einer Höhe von 1307 Metern und zählte im Jahr 2024 1047 Einwohner.
In Anyós befindet sich die Kirche Sant Cristòfol d'Anyós und das Casa del Quart, ein Bauwerk aus den 1950er Jahren.

## Lage

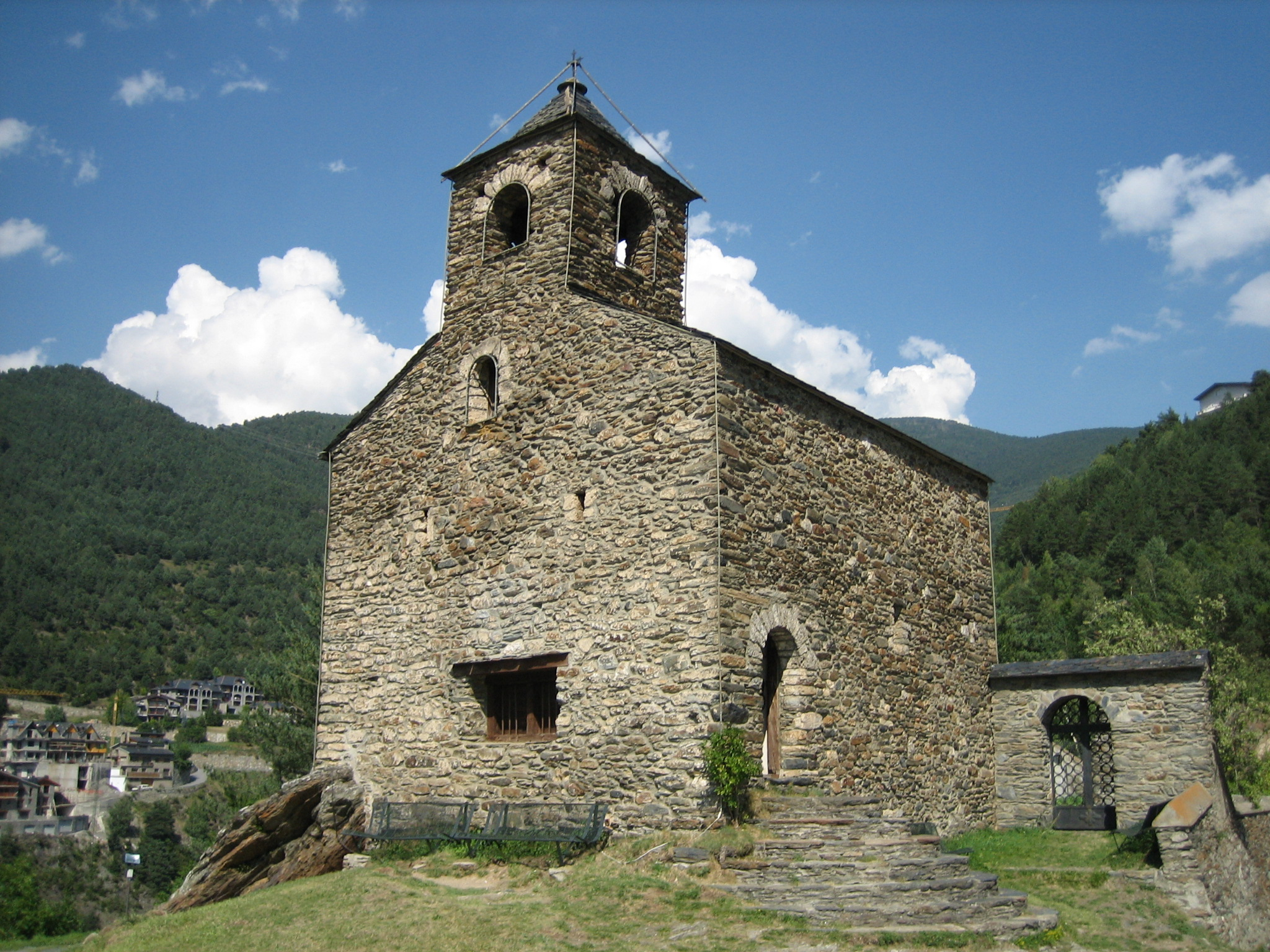
Kirche Sant Cristòfol d'Anyós

Anyós liegt im Westen des Landes Andorra und im Südosten der Parroquía La Massana. Der Ort liegt wenige Meter östlich des Riu Valira d'Orient und der Hauptstraße CG-3. Anyós ist etwa 2 Kilometer von dem Ort Canillo, sowie etwa 4,5 Kilometer von Andorra la Vella entfernt.